# Anatoli Gawrilowitsch Kowaljow
Anatoli Gawrilowitsch Kowaljow (russisch Анатолий Гаврилович Ковалёв; * 18. Mai 1923 in Gnilowskaja, Oblast Rostow; † 17. Januar 2002 in Moskau) war ein sowjetischer Diplomat und Poet.

## Werdegang
In seiner diplomatischen Laufbahn entwickelte er für die Sowjetunion Strategien, die aus der atomaren Ost-West-Konfrontation des Kalten Krieges in vertrauensbildende Maßnahmen mit dem Westen führen sollten, um eine atomare Konfrontation zu vermeiden. Diese Bemühungen mündeten in Entspannungsstrategien mit verschiedenen westlichen Ländern einerseits und in den KSZE- und OSZE-Verhandlungen mit dem Westen andererseits, wobei Kowaljow eine zentrale Position in der sowjetischen Delegation einnahm. 1948 absolvierte Kowaljow einen der ersten Jahrgänge des Moskauer Instituts für internationale Beziehungen MGIMO. Nebenbei war er am Maxim-Gorki-Literaturinstitut Schüler von Ilja Selwinski. Er machte dann rasch Karriere als diplomatische Spitzenkraft, wobei er aber stets eine Stufe unter dem Rang eines Ministers blieb. Aus dieser geschützten Position heraus konnte er als Berater der sowjetischen Außenminister und Generalsekretäre seine persönliche Überzeugung einer Entspannungspolitik mit dem Westen vorantreiben. Seine Memoiren gelten als eine Quelle erster Hand, die Einblicke in die Motivation der sowjetischen Entspannungspolitik und in die Entscheidungsmechanismen des sowjetischen außenpolitischen Apparates gewähren.

## Lebenslauf
1948–1949 war er Referent im Sowjetischen Außenministerium. 1949–1953 war er Referent in Deutschland beim Politischen Sekretär der Sowjetischen Militäradministration in Deutschland. 1953–1955 war er im Apparat der Sowjetischen Kontrollkommission und der Sowjetischen Botschaft in der DDR tätig und hat die im geteilten Nachkriegsdeutschland prägende Zeit des Kalten Krieges erfahren.
1955–1965 war er bei der dritten europäischen Abteilung des Außenministeriums als Assistent des sowjetischen Außenministers Andrei Gromyko und Leiter der Sachverständigenkommission beim Minister tätig.
1965–1971 war er Vorsitzender der ersten für Frankreich, Spanien, Italien, Belgien und die Schweiz zuständigen Abteilung und wurde 1966 zum Mitglied des Kollegiums des Außenministeriums. 1966 wurde er zum Außerordentlichen Gesandten, 1971 zum Stellvertretenden und 1986 zum Ersten Stellvertretenden Außenminister ernannt.
1971–1985 war er Vorsitzender des Planungsstabs des Außenministeriums. Bei der ersten Etappe der KSZE-Verhandlungen in Genf und beim Madrider KSZE-Folgetreffen führte er als Vorsitzender die sowjetische Delegation. 1991 ging er in Pension.

## Entwicklung von Strategien der Entspannungspolitik
Auf Betreiben des damals die Entspannung noch unterstützenden Außenministers der UdSSR, Andrei Gromyko, entwickelte er in den 60er und 70er Jahren Verhandlungsstrategien für die einzelnen europäischen Länder. 1970 entwarf er im Auftrag von Leonid Breschnew ein Friedensprogramm, das vor allem die stalinistischen Eroberungen in Europa sichern sollte und in der KSZE münden würde. Die KSZE-Verhandlungen trieb er auch dann entschieden voran, als die Entspannungspolitik in der zweiten Hälfte der 70er und ersten Hälfte der 80er Jahre ihre anfängliche Dynamik verloren hatte. Innerhalb des sowjetischen Apparats stärkte er unter Breschnew die Position der „Tauben“ gegen immer wiederholte Angriffe der „Falken“ so entschieden, dass er auf Michail Suslows schwarze Liste geriet. Die Außenpolitik unter Michail Gorbatschow und Eduard Schewardnadse hat er aus Überzeugung mit konzipiert und ausgeführt. Gegen Ende des Ost-West-Konflikts hatte sich seine Strategie aus der Breschnew-Zeit bewährt: Als einer der wenigen sowjetischen Beamten hat er dabei billigend in Kauf genommen, dass der sowjetische Herrschaftsbereich zerfiel, weil er keine Alternative sah. In Anerkennung dessen wurde er damit betraut, am 10. Dezember 1990 den Gorbatschow zugedachten Nobelpreis anzunehmen, da Gorbatschow das Land wegen innenpolitischer Schwierigkeiten nicht verlassen wollte. Zudem hat er eine entscheidende Rolle dabei gespielt, dass die aus politischen Gewissensgründen Gefangenen befreit wurden.
Kowaljow war als Vordenker und Ausbilder von Diplomaten anerkannt. Er hat zeit seines Lebens Lyrik geschrieben, in welcher er aktuelle Erlebnisse seiner Karriere verarbeitete und für die Perestroika warb. Daraus entstanden einige veröffentlichte Lyrikbände, von denen auch deutsche Übersetzungen existieren.  Seine Gedichte sind u. a. von Raimonds Pauls vertont worden.

## Auszeichnungen
Kowaljow wurde u. a. mit dem Leninorden (1983), zweimal (1971 und 1977) mit dem Orden der Oktoberrevolution und dreimal (1966, 1973, 1975) mit dem Orden des Roten Banners der Arbeit ausgezeichnet. Er war mehrfach Preisträger beim Wettbewerb Lied des Jahres in der Kategorie Textdichter.